# Alistair Johnston
Alistair Johnston (Vancouver, 1998. október 8. –) kanadai válogatott labdarúgó, a skót Celtic hátvéde.

## Pályafutása

### Klubcsapatokban
Johnston a kanadai Vancouver városában született. Az ifjúsági pályafutását a Vaughan Azzurri akadémiájánál kezdte.
2015-ben mutatkozott be a Vaughan Azzurri felnőtt keretében. 2019-ben az első osztályban szereplő Nashville-hez, majd 2022-ben a Montréalhoz igazolt. Először a 2022. február 27-ei, Orlando City ellen 2–0-ra elvesztett mérkőzésen lépett pályára. Első gólját 2022. május 15-én, a Charlotte ellen idegenben 2–0-ás győzelemmel zárult találkozón szerezte meg. 2023. január 1-jén ötéves szerződést kötött a skót első osztályban érdekelt Celtic együttesével.

### A válogatottban
Johnston 2021-ben debütált a kanadai válogatottban. Először a 2021. március 26-ai, Bermuda ellen 5–1-re megnyert mérkőzés 69. percében, Richie Laryeat váltva lépett pályára. Első válogatott gólját 2021. március 29-én, Kajmán-szigetek ellen 11–0-ás győzelemmel zárult VB-selejtezőn szerezte meg.

## Statisztikák
2024. augusztus 25. szerint
| Klub      | Szezon   | Osztály              | Bajnokság | Bajnokság | Kupa  | Kupa | Nemzetközi | Nemzetközi | Összesen | Összesen |
| Klub      | Szezon   | Osztály              | Meccs     | Gól       | Meccs | Gól  | Meccs      | Gól        | Meccs    | Gól      |
| --------- | -------- | -------------------- | --------- | --------- | ----- | ---- | ---------- | ---------- | -------- | -------- |
| Nashville | 2020     | MLS                  | 21        | 0         | 0     | 0    | —          | —          | 21       | 0        |
| Nashville | 2021     | MLS                  | 28        | 1         | 0     | 0    | —          | —          | 28       | 1        |
| Montréal  | 2022     | MLS                  | 35        | 4         | 1     | 0    | 3          | 0          | 39       | 4        |
| Celtic    | 2022–23  | Scottish Premiership | 14        | 1         | 6     | 0    | —          | —          | 20       | 1        |
| Celtic    | 2023–24  | Scottish Premiership | 32        | 1         | 4     | 0    | 6          | 0          | 42       | 1        |
| Celtic    | 2024–25  | Scottish Premiership | 3         | 1         | 1     | 0    | —          | —          | 4        | 1        |
| Összesen  | Összesen | Összesen             | 133       | 8         | 12    | 0    | 9          | 0          | 154      | 8        |

### A válogatottban
| Válogatott | Év       | Pályára lépés | Gól |
| ---------- | -------- | ------------- | --- |
| Kanada     | 2021     | 18            | 1   |
| Kanada     | 2022     | 15            | 0   |
| Kanada     | 2023     | 6             | 0   |
| Kanada     | 2024     | 9             | 0   |
| Összesen   | Összesen | 48            | 1   |

#### Góljai a válogatottban
| # | Időpont           | Helyszín                                           | Ellenfél        | Gólok | Eredmény | Kiírás               |
| - | ----------------- | -------------------------------------------------- | --------------- | ----- | -------- | -------------------- |
| 1 | 2021. március 29. | IMG Akadémia, Bradenton, Amerikai Egyesült Államok | Kajmán-szigetek | 6–0   | 11–0     | 2022-es VB-selejtező |

## Sikerei, díjai
Celtic
- Scottish Premiership
  - Bajnok (2): 2022–23, 2023–24

- Skót Kupa
  - Győztes (2): 2022–23, 2023–24

- Skót Ligakupa
  - Győztes (1): 2022–23